# Deli Muda Hulu
Deli Muda Hulu is een bestuurslaag in het regentschap Serdang Bedagai van de provincie Noord-Sumatra, Indonesië. Deli Muda Hulu telt 334 inwoners (volkstelling 2010).